# Gerrit Hazenpoet
Gerrit Hazenpoet, auch Hasepoot geschrieben (* unbekannt; † 1557 in Nimwegen), war ein gelderländischer Schneider. Bekanntheit erlangte er als Anhänger und  Märtyrer der Täuferbewegung.

## Leben
Über Hazenpoets Herkunft und Lebensweg liegen nur spärliche Informationen vor. Belegt ist nur, dass er verheiratet war, Kinder hatte und im gelderländischen Nimwegen das Handwerk eines Schneiders ausübte. Sein Martyrium als Mitglied der verfolgten Täuferbewegung ist dagegen ausführlich dokumentiert.

### Martyrium

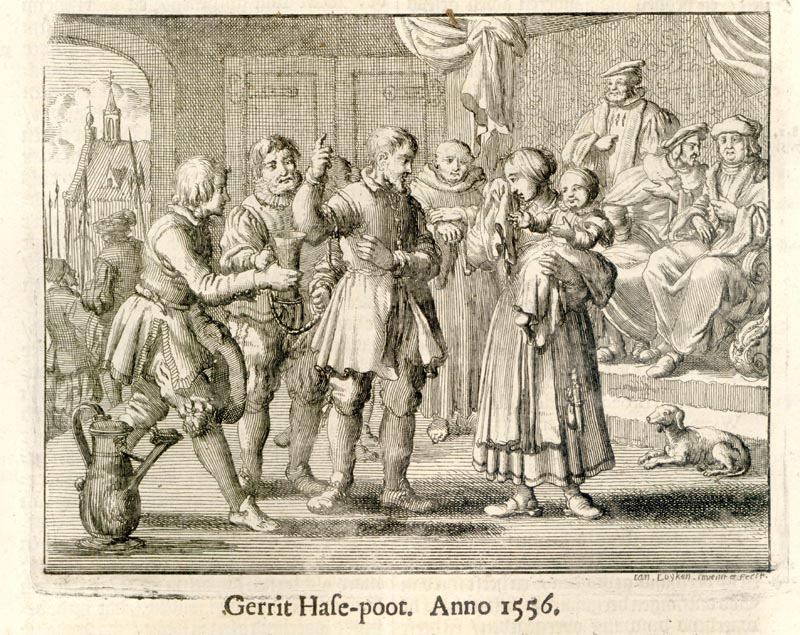
Gerrit Hazenpoet verabschiedet sich vor seiner Hinrichtung von Frau und Kind

Gerrit Hazenpoet war wegen der behördlich betriebenen Verfolgungen der Täufer zunächst aus Nimwegen geflohen, dann aber, um Frau und Kinder zu sehen, insgeheim in seine Heimatstadt zurückgekehrt. Im Zusammenhang dieses Besuches wurde er von einem städtischen Ordnungshüter erkannt und zusammen mit anderen Täufern inhaftiert. Mehr als 20 Tage wurden die Gefangenen peinlichen Verhören unterzogen und schließlich wegen ihrer Glaubensanschauungen zum Tod auf dem Scheiterhaufen verurteilt. Die Hinrichtung wurde als öffentlicher Staatsakt vollzogen. In diesem Zusammenhang hatten die Delinquenten bei einem Festessen vor der Hinrichtung als „Ehrengäste“ zwischen dem Nimweger Bürgermeister und dem vornehmsten Geistlichen der Stadt Platz zu nehmen. Dem Bericht zufolge verweigerte Hazenpoet den ihm gereichten Becher Wein mit der Begründung, er werde „den neuen Wein im Reich des Vaters trinken“. Um sich zu verabschieden, war Gerrit Hazenpoets Ehefrau mit einem der gemeinsamen Kinder zum Rathaus gekommen und erlitt aufgrund des Abschiedschmerzes einen psychischen Zusammenbruch. Der Überlieferung stimmte Hazenpoet noch auf dem Scheiterhaufen ein Trostlied für seine Glaubensgenossen an und ging so singend in den Tod.

### Hinrichtungskosten
Die Kosten der Gefangennahme, Haft und Hinrichtung sind akribisch dokumentiert. So wurden für die Festnahme Hazenpoets zwei Gulden und 14 Stüber an die beteiligten Amtspersonen bezahlt. Für die Folter im Vorfeld der Hinrichtung erhielt der Scharfrichter zwölf Stüber. In dieser Summe war das Seil für das peinliche Verhör (drei Stüber) und der obligatorische Wein für den Scharfrichter (drei Stüber) nicht enthalten. Hazenpoets 24-tägige Verpflegung im Gefängnis schlugen mit insgesamt drei Gulden zu Buche. Hinrichtungspfahl, Errichtung des Scheiterhaufens und das für die Entfachung des Feuers notwendig Reisigbündel sowie Heu und Stroh für denselben Zweck kosteten insgesamt fünf Gulden, vier Stüber. Der Theologe Dr. Borchardt von den Berch erhielt für seine Bemühungen, Hazenpoet zum Widerruf zu bewegen, zwei Gulden, acht Stüber, der Prior der Benediktinerabtei für gleiche Bemühungen drei Gulden, zwölf Stüber. Für die Hinführung zum Gericht und zur Richtstätte durch den städtischen Obmann wurden zusammen achtzehn Stüber berechnet. Dieselbe Summe erhielt der Scharfrichter für die Durchführung der Hinrichtung. An die Ratsherren, die bei der Hinrichtung präsidierten, wurden vierzehn Gulden, sechzehn Stüber gezahlt. Die Summe der einzelnen Posten ergab einen Gesamtbetrag für die Hinrichtung Hazenpoets von 37 Gulden.
Neben dieser besonderen Rechnung für Gerrit Hazenpoet fielen noch weitere Kosten an, die im Zusammenhang der Inhaftierung und Hinrichtung der gesamten Täufergruppe entstanden waren. So erhielt die Stadt Arnheim für ihre Ratschläge im Zusammenhang des Umgangs mit Täufern zwölf Liter Wein (zwei Gulden, acht Stüber), der Bürgermeister von Ubbergen für ähnliche Dienstleistungen sogar zwanzig Liter Wein (vier Gulden). Die mit der Täuferverfolgung beauftragten Amtspersonen wurden mit 95 Litern Wein (vier Gulden, 15 Stüber) entlohnt. Für den Besuchsdienst der Bruderschaft Acht Meister von Sunter Claas, die nach heutigem Verständnis anwaltliche Aufgaben wahrnahmen, fielen nochmals sechzehn Liter Wein (drei Gulden, vier Stüber) an. Die Summe dieser Kosten beträgt vierzehn Gulden, sieben Stüber.